# Tommy Petersen
Tommy Petersen (...) è un attore statunitense.
Divenne famoso nel 1983 per aver interpretato il ruolo di Josh Brooks nella miniserie tv V-Visitors.

## Filmografia

### Cinema
- Ufficiale e gentiluomo (An Officer and a Gentleman), regia di Taylor Hackford (1982)

### Televisione
- Disneyland – serie TV, 1 episodio (1981)
- V - Visitors (V), regia di Kenneth Johnson – miniserie TV (1983)